# Courcelles-en-Bassée
Courcelles-en-Bassée is een gemeente in het Franse departement Seine-et-Marne (regio Île-de-France) en telt 204 inwoners (1999). De plaats maakt deel uit van het arrondissement Provins.

## Geografie
De oppervlakte van Courcelles-en-Bassée bedraagt 10,6 km², de bevolkingsdichtheid is 19,2 inwoners per km².
De onderstaande kaart toont de ligging van Courcelles-en-Bassée met de belangrijkste infrastructuur en aangrenzende gemeenten.

## Demografie
Onderstaande figuur toont het verloop van het inwonertal (bron: INSEE-tellingen).

1. ↑  Populations de référence 2022.